# سوسة الزرافة
سوسة الزرافة (بالإنجليزية: Giraffe weevil)‏ (الاسم العلمي: Trachelophorus giraffa) وسميت بسوسة الزرافة لان رقبتها طويلة جداً مثل الزرافة، تنتمي إلى فصيلة الأتلابيات وموطنها هو مدغشقر. تتبع هذه الحشرة مثنوية الشكل الجنسية ومعناه ازدواج الشكل الجنسى أي أن شكل الذكور يختلف عن شكل الإناث في الشكل. والازدواج الشكلي الجنسي هنا بين ذكر سوسة الزرافة وانثى سوسة الزرافة هو في عنق الذكر حيث أن عنق الذكر عادة ما يكون أطول من عنق الانثى بحوالي الضعفين إلى ثلاثة أضعاف. لون جسدهما هو الأسود وما يميزها هو ان لون أجنحتها هو الأحمر.